# Carbenoxolone
Carbenoxolone (CBX) là một dẫn xuất axit glycyrrhetinic có cấu trúc giống steroid, tương tự như các chất được tìm thấy trong rễ của cây cam thảo. Carbenoxolone được sử dụng để điều trị loét dạ dày, thực quản và loét miệng và viêm. Mất cân bằng điện giải là tác dụng phụ nghiêm trọng của carbenoxolone khi sử dụng một cách có hệ thống.
Carbenoxolone ức chế ngược quá trình chuyển đổi cortisone không hoạt động thành cortisol bằng cách ngăn chặn 11β-hydroxapseoid dehydrogenase (11β-HSD). 11β-HSD cũng xúc tác ngược quá trình chuyển đổi 7-ketocholesterol thành 7-beta-hydroxycholesterol.
Carbenoxolone là một chất ức chế hòa tan trong nước mạnh mẽ, hiệu quả hợp lý, hòa tan trong các mối nối khoảng cách.
Carbenoxolone cũng đã được sử dụng trong các loại kem bôi như gel Carbosan, được bán trên thị trường để điều trị loét môi và loét miệng.

## Hiệu ứng nootropic
Carbenoxolone cũng đã được điều tra về tác dụng nootropic. Nghiên cứu này bắt đầu từ một quan sát rằng tiếp xúc lâu dài với glucocorticoids có thể có tác động tiêu cực đến nhận thức. Carbenoxolone có thể làm giảm lượng glucocortocoid hoạt động trong não, vì thuốc ức chế 11β-HSD, một loại enzyme tái tạo cortisol, một glucocorticoid hoạt động, từ cortisone không hoạt động.
Trong thử nghiệm nghiên cứu điều tra việc sử dụng carbenoloxone này, người ta đã chứng minh rằng loại thuốc này đã cải thiện sự lưu loát bằng lời nói ở những người đàn ông khỏe mạnh cao tuổi (ở độ tuổi 55-75). Ở bệnh nhân tiểu đường loại 2 ở độ tuổi 52-70, thuốc cải thiện trí nhớ bằng lời nói. Tuy nhiên, amiloride tiết kiệm kali được dùng chung với carbenoxolone, vì carbenoxolone tự sử dụng có thể gây tăng huyết áp bằng cách tăng cortisol ở thận.